# Río Albardón
El río Albardón es un curso de agua del norte de la península ibérica, afluente del Besaya. Discurre por Cantabria.

## Curso
El río, que discurre por la comunidad autónoma española de Cantabria, nace en la cueva de Guazmacín, en las inmediaciones de Santiurde de Reinosa. Llega hasta aquella localidad y desagua en el Besaya. Aparece descrito en el primer volumen del Diccionario geográfico-estadístico-histórico de España y sus posesiones de Ultramar de Pascual Madoz con las siguientes palabras:

ALBARDON: r. en la prov. de Santander, part. jud. de Reinosa: nace á corta dist. de la v. de Santiurde en la cueva de Guazmacin, sit. en el monte titulado Grajera; corre por entre cuestas y montañas hasta Santiurde, incorporándose con el Besaya junto al puente y meson del mismo pueblo, que se halla en la calzada que conduce de Reinosa á Santander.
(Madoz, 1845, p. 291)